# Roan United Football Club
El Roan United Football Club és un club de futbol de la ciutat de Luanshya, Zàmbia.

## Palmarès
- Lliga zambiana de futbol:[4]

1962
- Copa zambiana de futbol:[5]

1962, 1977, 1994, 1996
- Copa Challenge zambiana de futbol:[5]

1974, 1983, 1985
- Copà Heinrich/Chibuku/Heroes and Unity:[5]

1963, 1966
- Segona Divisió de Zàmbia:

2006